# 埃塔普勒
埃塔普勒（法語：Étaples，法語發音：[etapl]）是法国上法蘭西大區加来海峡省的一个市镇，位于该省西南部，属于蒙特勒伊区。

## 地理
埃塔普勒（50°31'4"N, 1°38'26"E）面积12.95 平方千米，位于法国上法蘭西大區加来海峡省，该省份为法国北部沿海省份，西北濒北海，南至索姆省，东临北部省。
与埃塔普勒接壤的市镇（或旧市镇、城区）包括：勒福、圣若斯、勒图凯-巴黎普拉日、蒂贝尔桑、卡米耶、屈克、弗朗克。

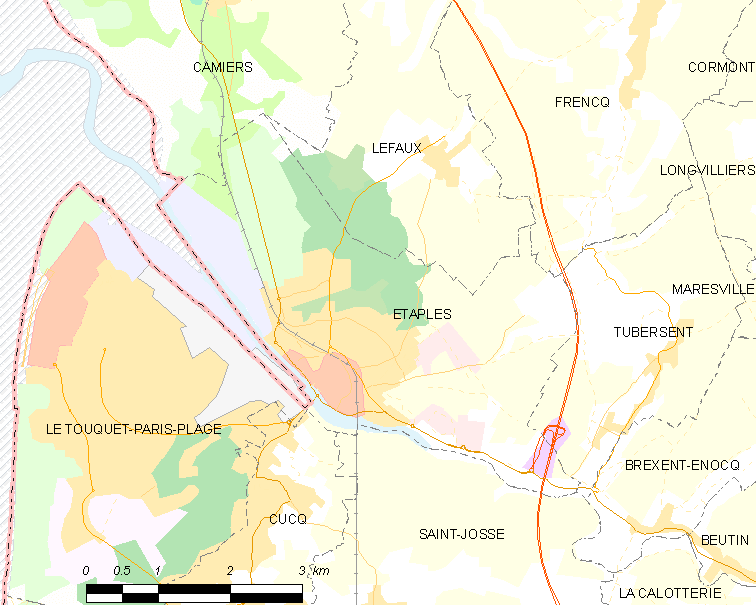
埃塔普勒的OSM定位图

埃塔普勒的时区为UTC+01:00、UTC+02:00（夏令时）。

## 行政
埃塔普勒的邮政编码为62630，INSEE市镇编码为62318。

## 政治
埃塔普勒所属的省级选区为埃塔普勒县。

## 人口

1962-2008年间埃塔普勒人口变化图示

埃塔普勒于2022年1月1日时的人口数量为10693人。